# Chelonus magnifissuralis
Chelonus magnifissuralis är en stekelart som beskrevs av Abdinbekova 1971. Chelonus magnifissuralis ingår i släktet Chelonus och familjen bracksteklar. Inga underarter finns listade i Catalogue of Life.